# La Dune
Pour les articles homonymes, voir La Dune (homonymie).
Pour plus de détails, voir Fiche technique et Distribution.
La Dune est un film français du réalisateur israélien Yossi Aviram, sorti en 2013.

## Synopsis
Un homme sans papiers d'identité et ne prononçant pas le moindre mot est trouvé sur une plage des Landes. Un inspecteur spécialisé dans la recherche des disparus tente de percer le mystère.

## Fiche technique
- Titre : La Dune
- Réalisation : Yossi Aviram
- Scénario : Yossi Aviram
- Direction de la photographie : Antoine Héberlé
- Montage : Anne Weil et François Gédigier
- Musique originale : Avi Belleli (en)
- Production : Les Films du poisson, Lama Films, United King Films, Cinémage 7
- Producteurs : Yaël Fogiel, Laetitia Gonzalez
- Distributeur : Le Pacte
- Pays d'origine :  France
- Année de production : 2013
- Date de sortie : 13 août 2014

## Distribution
- Niels Arestrup : Reuven
- Lior Ashkenazi : Hanoch
- Guy Marchand : Paolo
- Emma de Caunes : Fabienne
- Jean-Quentin Châtelain : Audiberti
- Mathieu Amalric : Moreau
- Moni Moshonov : Fogel

## Genèse et développement
Les bonus du DVD et le générique du film apprennent que le film s'appuie sur l'histoire réelle de Reoven Vardi (a.k.a Reuven Vardi, architecte,,, notamment concepteur du logotype des Monuments historiques) et de Pierluigi Rotili,, qui vivent à Paris. Le documentaire De vieux garçons (en anglais, Paris Return, également réalisé par Yossi Aviram) sorti cinq années avant le film permet de faire un parallèle avec le film,,. Les thématiques du départ de son pays d'attache et du retour vers ce dernier sont ainsi les piliers de ces deux œuvres.

## Accueil
À sa sortie en France, le film obtient une note critique de 3,2 sur Allociné et une note spectateur de 2,8.

### Box-office
- France : 16 302 entrées[11].

## Distinctions
- 2014 : nommé au prix Maguey (« meilleur film ») du Festival international du film de Guadalajara
- 2014 : nommé au prix de « jeunes réalisateurs » du Festival international du film de San Francisco
- 2014 : en compétition au Festival international du film de San Sebastián